# Eucereon moeschleri
Eucereon moeschleri là một loài bướm đêm thuộc phân họ Arctiinae, họ Erebidae.